# Emma Goldman
Emma Goldman (ur. 27 czerwca 1869 w Kownie, zm. 14 maja 1940 w Toronto) – anarchistyczna działaczka polityczna, aktywistka, mówczyni i pisarka. Odegrała kluczową rolę w rozwoju anarchistycznej filozofii politycznej w Ameryce Północnej i Europie w pierwszej połowie XX w.
Urodziła się w Kownie w Imperium Rosyjskim (obecnie Litwa) w rodzinie żydowskiej, ale wyemigrowała do Stanów Zjednoczonych w 1885. Zainteresowała się myślą anarchistyczną po aferze Haymarket w Chicago, aby z czasem zostać pisarką i wykładowczynią filozofii anarchistycznej, praw kobiet i kwestii społecznych, przyciągając wielotysięczne tłumy. Wraz z anarchistycznym pisarzem Aleksandrem Berkmanem – jej dożywotnim kochankiem i przyjacielem – planowała zamordować przemysłowca i finansistę Henry’ego Claya Fricka w ramach propagandy czynu. Frick przeżył zamach na swoje życie, a Berkman został skazany na 22 lata więzienia. W następnych latach Goldman była kilkakrotnie więziona za „podżeganie do zamieszek” i nielegalne rozpowszechnianie informacji o kontroli urodzeń. W 1906 założyła anarchistyczne czasopismo „Mother Earth”.
W 1917 Goldman i Berkman zostali skazani na dwa lata więzienia za spiskowanie w celu „nakłaniania osób do nierejestrowania się” do nowo wprowadzonego poboru. Po wyjściu z więzienia zostali aresztowani – wraz z 248 innymi osobami – i deportowani do Rosji. Początkowo popierająca rewolucję październikową, która wyniosła do władzy bolszewików, Goldman zmieniła zdanie w następstwie buntu w Kronsztadzie; potępiła Związek Radziecki za brutalne tłumienie głosów sprzeciwu. Opuściła państwo i w 1923 opublikowała książkę o swoich doświadczeniach My Disillusionment in Russia. Mieszkając w Anglii, Kanadzie i Francji, napisała autobiografię zatytułowaną Living My Life. Ukazała się w dwóch tomach, w 1931 i 1935. Po wybuchu hiszpańskiej wojny domowej, Goldman udała się do Hiszpanii, aby wesprzeć tamtejszą rewolucję anarchistyczną. Zmarła 14 maja 1940 w Toronto w Kanadzie.
W czasie swojego życia Goldman była doceniana przez wielbicieli jako wolnomyślicielka, a przez krytyków potępiana jako zwolenniczka politycznie motywowanych morderstw i gwałtownej rewolucji. Jej pisma i wykłady dotyczyły szerokiego spektrum zagadnień, w tym więziennictwa, ateizmu, wolności słowa, militaryzmu, kapitalizmu, małżeństwa, wolnej miłości i homoseksualizmu. Chociaż zdystansowała się od feminizmu pierwszej fali i jego wysiłków w kierunku uzyskania praw wyborczych dla kobiet, rozwinęła nowe sposoby włączenia polityki płci do anarchizmu. Po dziesięcioleciach zapomnienia, Goldman zyskała status ikony w latach 70., dzięki ożywieniu zainteresowania jej życiem, kiedy to feministyczni i anarchistyczni badacze oraz badaczki na nowo rozbudzili powszechne nią zainteresowanie.

## Życiorys

### Rodzina
Emma Goldman urodziła się w ortodoksyjnej rodzinie żydowskiej w Kownie w Imperium Rosyjskim, które obecnie znane jest jako Kaunas na Litwie. Matka Goldman, Taube Binowitz, była wcześniej zamężna z mężczyzną, z którym miała dwie córki – Helenę w 1860 i Lenę w 1862. Kiedy jej pierwszy mąż zmarł na gruźlicę, Taube była zdruzgotana. Goldman napisała w późniejszym czasie: „Jakakolwiek miłość, którą w sobie miała, umarła wraz z młodym mężczyzną, za którego wyszła za mąż w wieku piętnastu lat”.
Drugie małżeństwo Taube zostało zaaranżowane przez jej rodzinę i, jak to ujęła Goldman, „nie pasowało w porównaniu do pierwszego”. Jej drugi mąż, Abraham Goldman, zainwestował spadek Taube w biznes, który szybko upadł. Wynikające z tego trudności, w połączeniu z emocjonalnym dystansem między mężem a żoną, sprawiły, że dom był dla dzieci miejscem pełnym napięć. Kiedy Taube zaszła w ciążę, Abraham miał rozpaczliwą nadzieję na syna; córka, jak sądził, byłaby jeszcze jednym znakiem porażki. Ostatecznie dorobili się trzech synów, ale ich pierwszym dzieckiem była Emma.
Emma urodziła się 27 czerwca 1869. Jej ojciec stosował przemoc wobec swych dzieci, bijąc je, gdy były nieposłuszne. Na Emmie, najbardziej zbuntowanej z nich, używał pejcza. Jej matka nie potrafiła zapewnić jej zbyt wielkiego pocieszenia, sporadycznie przekonując Abrahama do złagodzenia bicia. Goldman spekulowała później, że wściekły temperament ojca był przynajmniej częściowo wynikiem frustracji seksualnej.
Relacje Goldman ze starszymi przyrodnimi siostrami, Heleną i Leną, były studium kontrastów. Helena, najstarsza, dawała dzieciom pocieszenie, którego brakowało im ze strony matki; wypełniała dzieciństwo Goldmanów „dowolną radością”. Lena natomiast była zdystansowana i nieprzyjazna. Do trzech sióstr dołączyli bracia: Louis (zmarł w wieku sześciu lat), Herman (ur. 1872) i Moishe (ur. 1879).

### Okres dorastania

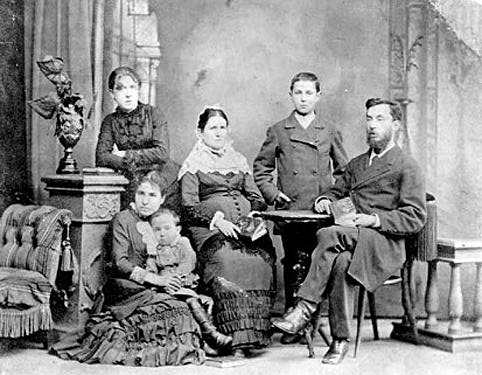
Rodzina Emmy Goldman w Petersburgu w Rosji w 1882. Od lewej do prawej: Emma stojąca; Helena siedząca z Morrisem na kolanach; Taube; Herman; Abraham.

Kiedy Emma była małą dziewczynką, rodzina Goldmanów przeniosła się do wsi Papilė, gdzie jej ojciec prowadził gospodę. Gdy siostry pracowały, zaprzyjaźniła się ze służącym Petruszką, który wzbudził w niej „pierwsze erotyczne doznania”. Później, w Papilė, była świadkiem bicia chłopa batem na ulicy. Wydarzenie to stanowiło dla niej traumatyczne przeżycie i na całe życie przyczyniło się do jej niechęci wobec brutalnej władzy.
W wieku siedmiu lat Goldman przeniosła się wraz z rodziną do pruskiego Królewca (wówczas część Cesarstwa Niemieckiego), gdzie została zapisana do szkoły realnej. Jeden z nauczycieli karał nieposłusznych uczniów – w szczególności Goldman – biciem linijką po rękach. Inny próbował molestować swoje uczennice i został zwolniony, gdy Goldman się wybroniła. Znalazła życzliwego opiekuna w swoim nauczycielu języka niemieckiego, który pożyczył jej książki i zabrał do opery. Jako zaangażowana uczennica, zdała egzamin wstępny do gimnazjum, ale jej nauczyciel religii odmówił wystawienia świadectwa dobrego zachowania i nie mogła uczęszczać do szkoły.
Rodzina przeniosła się do stolicy Rosji – Petersburga, gdzie ojciec otwierał jeden nieudany sklep za drugim. Bieda zmusiła dzieci do pracy, a Goldman podejmowała różne prace, w tym jedną w sklepie z gorsetami. Jako nastolatka Goldman błagała ojca, by pozwolił jej wrócić do szkoły, ale ten wrzucił jej książkę od francuskiego do ognia i miał przy tym krzyknąć: „Dziewczyny nie muszą się wiele uczyć! Wszystko, co żydowska córka musi wiedzieć, to jak przygotować karpia po żydowsku, drobno pokroić makaron i dać mężczyźnie dużo dzieci”.
Goldman kontynuowała jednak niezależną edukację na własną rękę i wkrótce zaczęła obserwować polityczne zawirowania w jej otoczeniu, a w szczególności nihilistów odpowiedzialnych za zamach na Aleksandra II w Rosji. Powstałe zamieszanie zaintrygowało Goldman, choć nie do końca je wtedy rozumiała. Kiedy przeczytała powieść Nikołaja Czernyszewskiego Co robić? (1863), znalazła w bohaterce Verze, która przyjmuje nihilistyczną filozofię i ucieka od represyjnej rodziny, by żyć swobodnie i zorganizować spółdzielnię krawiecką, wzór do naśladowania. Książka zachwyciła Goldman i pozostała źródłem inspiracji przez całe jej życie.
Tymczasem ojciec nadal nalegał na zapewnienie jej przyszłości w gospodarstwie domowym i starał się, by wyszła za mąż w wieku piętnastu lat. Ciągle się o to kłócili; on narzekał, że staje się „niezdyscyplinowana”, ona zaś upierała się, że wyjdzie za mąż wyłącznie z miłości. W sklepie z gorsetami musiała odpierać niepożądane zaloty rosyjskich oficerów i innych mężczyzn. Jeden z nich zabrał ją do pokoju hotelowego i dopuścił się tego, co Goldman opisała jako „przemocowy kontakt”; dwóch biografów nazwało to gwałtem. Była oszołomiona tym doświadczeniem, ogarnięta „szokiem odkrycia, że kontakt między mężczyzną a kobietą może być tak brutalny i bolesny”. Goldman czuła, że to spotkanie na zawsze zepsuło jej interakcje z mężczyznami.

### Rochester i Nowy Jork
W 1885 jej siostra Helena zaplanowała przeprowadzkę do Nowego Jorku w Stanach Zjednoczonych, aby dołączyć do siostry Leny i jej męża. Goldman chciała dołączyć do siostry, ale ich ojciec nie wyraził na to zgody. Mimo propozycji Heleny, by zapłacić za podróż, Abraham nie usłuchał ich próśb. Zrozpaczona Goldman zagroziła, że jeśli nie uda jej się wyjechać, rzuci się do Newy. Ich ojciec w końcu się zgodził i 29 grudnia 1885 Helena i Emma przybyły do nowojorskiego Castle Garden, stacji dla imigrantów.
Osiedlili się na północy stanu, mieszkając w domu w Rochester, który Lena zbudowała wraz z mężem Samuelem. Uciekając przed rosnącym antysemityzmem w Petersburgu, rok później dołączyli do nich rodzice i bracia. Goldman zaczęła pracować jako szwaczka, szyjąc płaszcze przez ponad dziesięć godzin dziennie i zarabiając dwa i pół dolara tygodniowo. Kiedy poprosiła o podwyżkę, spotkała się z odmową; następnie odeszła i podjęła pracę w pobliskim, mniejszym sklepie.
W nowej pracy Goldman poznała współpracownika Jacoba Kershnera, który podzielał jej miłość do książek, tańca i podróży, a także frustrację z powodu monotonii pracy w fabryce. Po czterech miesiącach pobrali się w lutym 1887. Jednak po zamieszkaniu z rodziną Goldman ich związek się rozpadł. W noc poślubną Emma odkryła, że jej mąż jest impotentem; oddalili się od siebie emocjonalnie i fizycznie. Wkrótce Jacob miał stać się zazdrosny i podejrzliwy. Emma Goldman tymczasem coraz bardziej angażowała się w polityczne zawirowania wokół siebie – zwłaszcza w następstwa egzekucji związanych z zamieszkami w Haymarket w Chicago w 1886 i antyautorytarną filozofię polityczną anarchizmu
W niecały rok po ślubie para rozwiodła się; Kershner błagał Goldman o powrót i groził, że się otruje, jeśli tego nie zrobi. Ponownie się spotkali, ale po trzech miesiącach znów rozeszli. Rodzice uznali zachowanie Emmy za „rozwiązłe” i nie wpuścili jej do domu. Niosąc w jednej ręce maszynę do szycia, a w drugiej torbę z pięcioma dolarami, opuściła Rochester i udała się na południowy wschód, do Nowego Jorku.

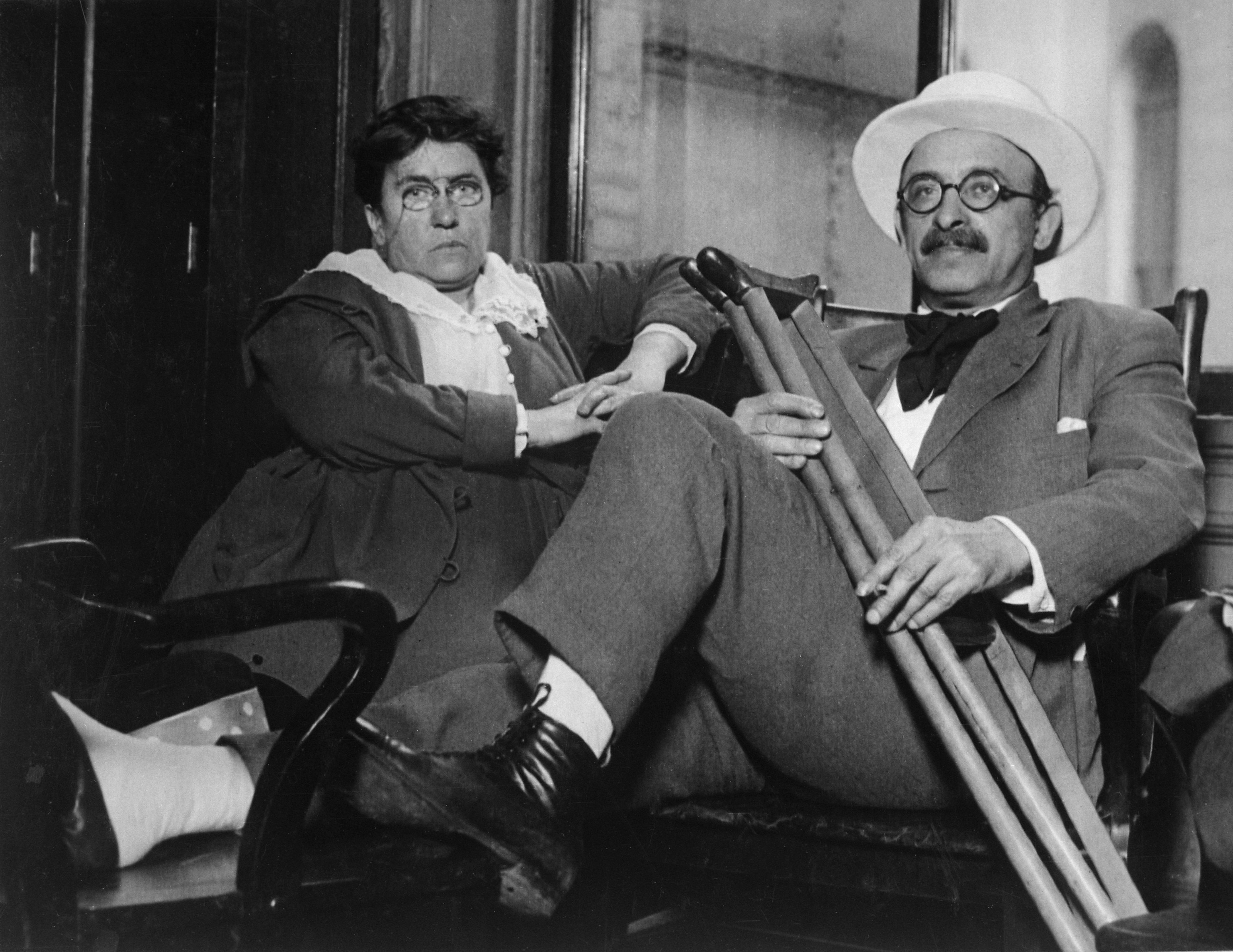
Goldman była przez większą część swojego życia związana z Aleksandrem Berkmanem. Zdjęcie z okresu 1917–1919.

### Most i Berkman
Pierwszego dnia w mieście Goldman poznała dwóch mężczyzn, którzy mieli odmienić jej życie. W Sachs’s Café, miejscu spotkań radykałów, została przedstawiona Aleksandrowi Berkmanowi, anarchiście, który zaprosił ją na publiczne wystąpienie tego wieczoru. Udali się na występ Johanna Mosta, redaktora radykalnego „Freiheit” i zwolennika „propagandy czynu” – stosowania przemocy w celu wywołania zmian. Była pod wrażeniem jego płomiennej przemowy; Most wziął ją pod swoje skrzydła, ucząc ją sztuki oratorskiej. Zachęcał ją, mówiąc, że ma „zająć moje miejsce, kiedy mnie już nie będzie”. Jedno z jej pierwszych publicznych wystąpień na rzecz „Sprawy” miało miejsce w Rochester. Przekonawszy Helenę, by nie mówiła rodzicom o jej przemówieniu, Goldman wspominała później, co udało jej się zapamiętać:

Stało się coś dziwnego. W mgnieniu oka zobaczyłam to – każde zdarzenie z moich trzech lat w Rochester: fabrykę Garsona, jej nędzę i upokorzenie, klęskę mojego małżeństwa, zbrodnię w Chicago... Zaczęłam mówić. Słowa, których nigdy wcześniej nie słyszałam, wypływały coraz szybciej i szybciej. Pojawiały się z pasjonującą intensywnością... Publiczność zniknęła, zniknęła sama sala; byłam świadoma tylko własnych słów, mojego ekstatycznego śpiewu.

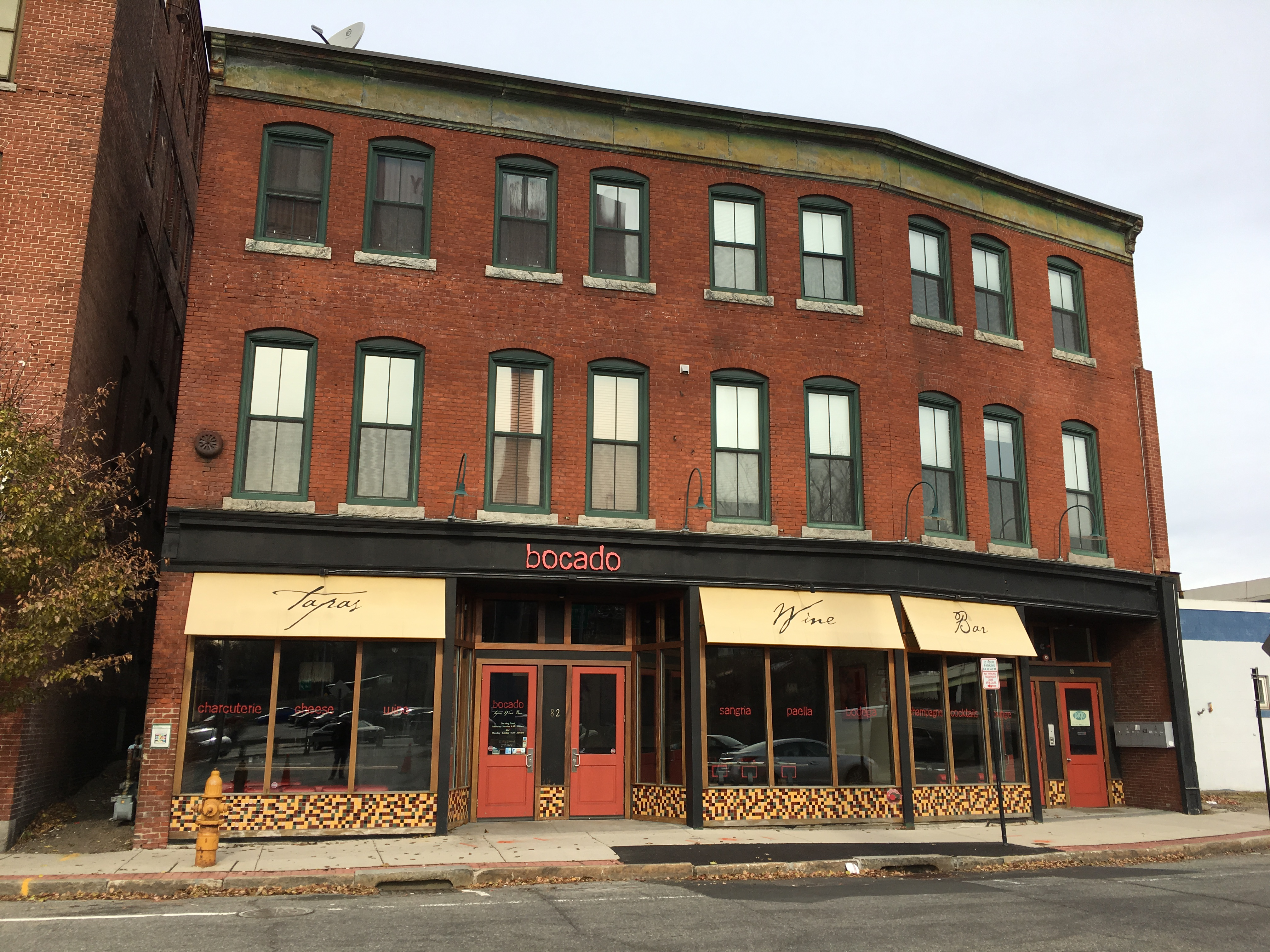
Witryna lodziarni w Worcester w stanie Massachusetts prowadzona przez Goldman, Berkmana i Steina. Fotografia z 2017.

Podekscytowana tym doświadczeniem, Goldman udoskonalała swoją sceniczną osobowość podczas kolejnych spotkań. Szybko jednak zaczęła się kłócić z Mostem o swoją niezależność. Po doniosłym przemówieniu w Cleveland miała wrażenie, że stała się „papugą powtarzającą poglądy Mosta” i postanowiła wyrazić siebie na scenie. Kiedy wróciła do Nowego Jorku, Most wpadł w furię i powiedział jej: „Kto nie jest ze mną, jest przeciwko mnie!”. Opuściła „Freiheit” i dołączyła do innego magazynu, „Die Autonomie”.
W międzyczasie Goldman zaprzyjaźniła się z Berkmanem, którego czule nazywała Saszą. Wkrótce zostali kochankami i wprowadzili się do wspólnego mieszkania z jego kuzynem Modestem „Fedią” Steinem i przyjaciółką Goldman, Helen Minkin, na 42nd Street. Chociaż ich związek napotykał na liczne trudności, Goldman i Berkman dzielili bliską więź przez dziesięciolecia, zjednoczeni przez ich anarchistyczne zasady i zaangażowanie w osobistą równość. W 1892 Goldman wraz z Berkmanem i Steinem otworzyli lodziarnię w Worcester w Massachusetts. Po kilku miesiącach prowadzenia sklepu, drogi Goldman i Berkmana rozeszły się z powodu następstw strajku w Homestead w zachodniej Pensylwanii w pobliżu Pittsburgha.

### Zdarzenia w Homestead
Berkman i Goldman dołączyli do wydarzeń w Homestead. W czerwcu 1892 huta stali w Homestead w Pensylwanii należąca do Andrew Carnegiego znalazła się w centrum uwagi całego kraju, gdy rozmowy między Carnegie Steel Company a Amalgamated Association of Iron and Steel Workers (Zjednoczone Zrzeszenie Hutników) uległy pogorszeniu. Kierownikiem fabryki był Henry Clay Frick, zagorzały przeciwnik związków zawodowych. Kiedy pod koniec czerwca ostatnia tura rozmów zakończyła się fiaskiem, kierownictwo zamknęło zakład i zablokowało pracowników, którzy natychmiast rozpoczęli strajk. Sprowadzono łamistrajków, a do ich ochrony firma wynajęła strażników Pinkertona. 6 lipca wybuchła bójka między 300 strażnikami Pinkertona a tłumem uzbrojonych pracowników związkowych. Podczas dwunastogodzinnej strzelaniny zginęło siedmiu strażników i dziewięciu strajkujących.
Kiedy większość gazet w kraju wyraziła poparcie dla strajkujących, Goldman i Berkman postanowili zamordować Fricka, licząc, że zainspiruje to robotników do buntu przeciwko systemowi kapitalistycznemu. Berkman zdecydował się na przeprowadzenie zamachu, a Goldman kazał zostać z tyłu, aby wyjaśniła motywy działania po tym, jak pójdzie do więzienia. On miał być odpowiedzialny za „czyn”; ona za związaną z nim propagandę. Berkman wyruszył do Pittsburgha w drodze do Homestead, gdzie planował zastrzelić Fricka.
Goldman natomiast zdecydowała się pomóc w finansowaniu projektu poprzez prostytucję. Pamiętając postać Sonii z powieści Fiodora Dostojewskiego Zbrodnia i kara, myślała: „Została prostytutką, aby utrzymać swoich braci i siostry [...] Wrażliwa Sonia mogła sprzedać swoje ciało; dlaczego nie ja?”. Pewnego razu na ulicy Goldman wpadła w oko mężczyźnie, który zaprowadził ją do saloonu, postawił piwo, dał jej dziesięć dolarów, poinformował, że nie ma ona „wprawy” i kazał jej zrezygnować z interesu. Była „zbyt zdumiona, by mówić”. Napisała do Heleny, powołując się na chorobę, i poprosiła ją o piętnaście dolarów (w przeliczeniu na 2021, to ok. 430 dolarów).
23 lipca Berkman wszedł do biura Fricka, mając przy sobie ukrytą broń ręczną; postrzelił Fricka trzy razy i dźgnął go nożem w nogę. Grupa robotników – daleka od przyłączenia się do jego zamachu – pobiła zamachowca do nieprzytomności, a następnie został wyniesiony przez policję. Berkman został skazany za usiłowanie zabójstwa i skazany na 22 lata więzienia. Dla Goldman skazanie jej partnera na tak długi wyrok stanowiło duży cios emocjonalny.
Policja, która była przekonana o zamieszaniu Goldman w spisek, dokonała nalotu na jej mieszkanie. Mimo że nie znaleźli żadnych dowodów, wywierali presję na właścicielu, aby ją eksmitował. Co gorsza, zamach nie zdołał pobudzić mas: zarówno robotnicy, jak i anarchiści potępili akcję Berkmana. Johann Most, ich dawny mentor, zajadle krytykował Berkmana i sam zamach. Wściekła z powodu tych ataków Goldman przyniosła na publiczny wykład zabawkową szpicrutę i zażądała na scenie, by Most wyjaśnił swoją zdradę. On zaczął ją wypraszać, a ona uderzyła go szpicrutą, złamała ją na kolanie i rzuciła w niego kawałkami. Później żałowała swojej napaści, zwierzając się przyjaciółce: „W wieku dwudziestu trzech lat brakuje rozsądku”.

### „Podżeganie do zamieszek”

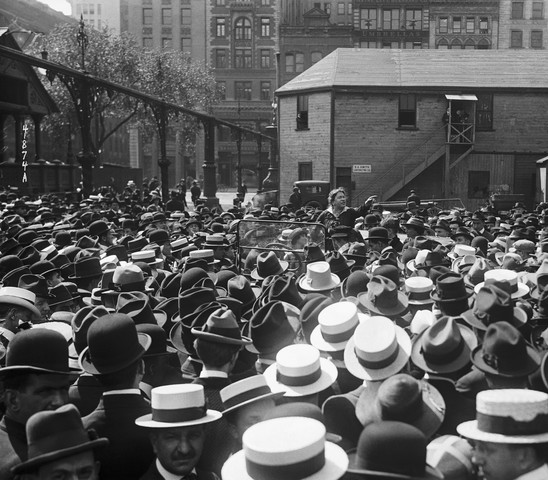
Goldman (na zdjęciu na Union Square w Nowym Jorku w 1916) wzywała bezrobotnych do podjęcia działań bezpośrednich, zamiast polegać na dobroczynności lub pomocy rządowej.

Kiedy w następnym roku (1893) wybuchła panika, Stany Zjednoczone doświadczyły jednego z najgorszych kryzysów gospodarczych. Pod koniec roku stopa bezrobocia przekraczała 20%, a „demonstracje głodowe” niekiedy przeradzały się w zamieszki. Goldman zaczęła przemawiać do tłumów sfrustrowanych mężczyzn i kobiet w Nowym Jorku. 21 sierpnia przemawiała do tłumu blisko 3 tys. osób na Union Square, gdzie zachęcała bezrobotnych pracowników do podjęcia natychmiastowych działań. Jej dokładne słowa są niejasne: tajniacy utrzymują, że nakazała tłumowi „wziąć wszystko (…) siłą”, ale Goldman później relacjonowała: „Więc demonstrujcie przed pałacami bogaczy; żądajcie pracy. Jeśli nie dadzą wam pracy, zażądajcie chleba. Jeśli odmówią ci obu, weź chleb”. Później w sądzie, sierżant Charles Jacobs zasugerował jeszcze inną wersję jej wypowiedzi.
Tydzień później Goldman została aresztowana w Filadelfii i wróciła do Nowego Jorku na proces, oskarżona o „podżeganie do zamieszek”. Podczas podróży pociągiem Jacobs zaproponował, że odstąpi od oskarżenia jej, jeśli będzie informować o innych radykalnych aktywistach w okolicy. W odpowiedzi rzuciła mu w twarz szklankę z lodowatą wodą. W oczekiwaniu na proces, Goldman odwiedziła Nellie Bly, reporterkę „New York World”, która spędziła z nią dwie godziny na rozmowie, na podstawie której napisała pozytywny artykuł o kobiecie, którą określiła jako „współczesną Joannę d’Arc”.
Pomimo tego pozytywnego rozgłosu, ława przysięgłych została przekonana zeznaniami Jacobsa i przestraszona polityką Goldman. Asystent prokuratora okręgowego wypytywał Goldman o jej anarchizm, a także o ateizm; sędzia mówił o niej jako o „niebezpiecznej kobiecie”. Została skazana na rok więzienia w zakładzie karnym na Blackwell’s Island. Pewnego razu dostała ataku reumatyzmu i została odesłana do szpitala; tam zaprzyjaźniła się z przyjezdnym lekarzem i rozpoczęła studia medyczne. Przeczytała też dziesiątki książek, w tym dzieła amerykańskich aktywistów-pisarzy Ralpha Waldo Emersona i Henry’ego Davida Thoreau; powieściopisarza Nathaniela Hawthorne’a; poety Walta Whitmana i filozofa Johna Stuarta Milla. Kiedy po dziesięciu miesiącach została zwolniona, w Thalia Theater w Nowym Jorku przywitał ją rozentuzjazmowany tłum blisko 3 tys. osób. Wkrótce została zasypana prośbami o wywiady i wykłady.
Aby zarobić pieniądze, Goldman postanowiła zająć się pracą medyczną, której uczyła się w więzieniu. Jednak preferowane przez nią kierunki specjalizacji – położnictwo i masaż – nie były dostępne dla studentów pielęgniarstwa w USA. Popłynęła do Europy, wykładała w Londynie, Glasgow i Edynburgu. Spotkała się ze znanymi anarchistami, takimi jak Errico Malatesta, Louise Michel i Piotr Kropotkin. W Wiedniu otrzymała dwa dyplomy z zakresu położnictwa i natychmiast wyjechała do USA.
Na przemian wykładając i zajmując się położnictwem, Goldman prowadziła pierwsze ogólnokrajowe tournee anarchistycznych przemówień. W listopadzie 1899 powróciła do Europy, aby wygłosić przemówienie, gdzie w Londynie spotkała czeskiego anarchistę Hipolita Havla. Pojechali razem do Francji i pomogli zorganizować Międzynarodowy Kongres Anarchistyczny 1900 na obrzeżach Paryża. Następnie Havel wyemigrował do Stanów Zjednoczonych, podróżując z Goldman do Chicago. Mieszkali tam razem z przyjaciółmi.

### Zabójstwo McKinleya

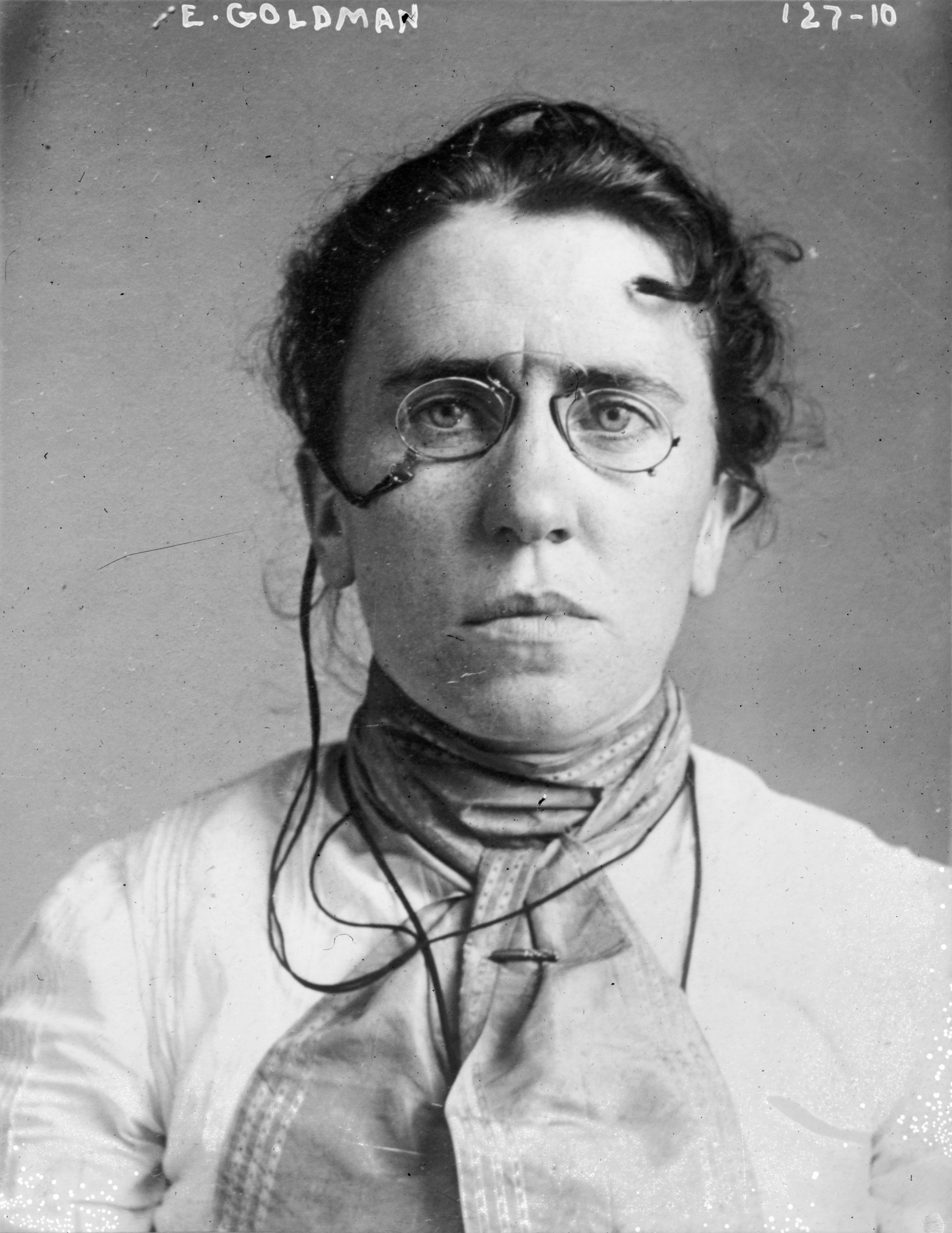
Zdjęcie Emmy Goldman zrobione w 1901, z okresu, kiedy była oskarżona o zamieszanie w zabójstwo prezydenta Williama McKinleya

6 września 1901 Leon Czolgosz, bezrobotny pracownik fabryki i republikanin, mający problemy psychiczne, dwukrotnie postrzelił prezydenta USA Williama McKinleya podczas publicznego wystąpienia w Buffalo. McKinley został trafiony w mostek i żołądek, zmarł osiem dni później. Czolgosz został aresztowany i był przesłuchiwany przez całą dobę. Podczas przesłuchania mówił, że jest anarchistą i powiedział, że został zainspirowany do działania po wysłuchaniu przemówienia Goldman. Władze wykorzystały to jako pretekst do oskarżenia Goldman o planowanie zamachu na McKinleya. Namierzyli ją w rezydencji w Chicago, którą dzieliła z Havlem, jak również z Mary i Abe Isaak, anarchistyczną parą i ich rodziną. Goldman została aresztowana, wraz z Isaakiem, Havlem i dziesięcioma innymi anarchistami.
Wcześniej Czolgosz próbował, lecz bezskutecznie, zaprzyjaźnić się z Goldman i jej towarzyszami. Podczas wykładu w Cleveland, Czolgosz podszedł do Goldman i poprosił ją o radę, jakie książki powinien przeczytać. W lipcu 1901 pojawił się w domu Isaaków, zadając serię nietypowych pytań. Założyli, że jest infiltratorem, jak wielu agentów policji wysłanych do szpiegowania grup radykalnych. Zachowali wobec niego dystans, a Abe Isaak wysłał do znajomych zawiadomienie ostrzegające przed „kolejnym szpiegiem”.
Mimo że Czolgosz wielokrotnie zaprzeczał udziałowi Goldman, policja zatrzymała ją w areszcie śledczym, poddając zabiegom, które sama nazwała „trzecim stopniem”. Tłumaczyła się nieufnością współlokatorów wobec Czolgosza, a policja w końcu uznała, że nie miała żadnego istotnego kontaktu z napastnikiem. Nie znaleziono żadnych dowodów łączących Goldman z atakiem i została zwolniona po dwóch tygodniach aresztu. Przed śmiercią McKinleya Goldman zaoferowała mu opiekę pielęgniarską, określając go jako „jedynie człowieka”. Czolgosz, mimo znacznych dowodów choroby psychicznej, został skazany za morderstwo i stracony.
Przez cały okres aresztowania i po zwolnieniu Goldman stanowczo odmawiała potępienia działań Czolgosza, pozostając w tym praktycznie osamotniona. Przyjaciele i zwolennicy – w tym Berkman – namawiali ją do porzucenia jego sprawy. Goldman broniła jednak Czolgosza jako „nadwrażliwej istoty” i ganiła innych anarchistów za opuszczenie go. Została oczerniona w prasie jako „arcykapłanka anarchii”, podczas gdy wiele gazet ogłosiło ruch anarchistyczny odpowiedzialnym za morderstwo. Następca McKinleya, Theodore Roosevelt, zadeklarował zamiar rozprawienia się „nie tylko z anarchistami, ale ze wszystkimi aktywnymi i biernymi sympatykami anarchistów”.

### „Mother Earth” i powrót Berkmana
Po egzekucji Czolgosza Goldman wycofała się z życia publicznego. Pogardzona przez przyjaciół-anarchistów, oczerniana przez prasę i odseparowana od swojej miłości – Berkmana, wycofała się i poświęciła pielęgniarstwu. „Gorzko i ciężko było stawić czoła życiu na nowo” – pisała później.
Używając nazwiska E. G. Smith, trudniła się prywatnymi pracami pielęgniarskimi. Kiedy jednak Kongres USA uchwalił Anarchist Exclusion Act, podniosła się nowa fala aktywizmu, by się temu przeciwstawić, a Goldman została ponownie wciągnięta do ruchu. Koalicja ludzi i organizacji z lewego krańca politycznego spektrum sprzeciwiła się tej ustawie, uzasadniając to naruszeniem wolności słowa, a Goldman ponownie znalazła się w centrum uwagi publiki.

Po tym jak angielski anarchista John Turner został aresztowany na mocy Anarchist Exclusion Act i groziła mu deportacja, Goldman połączyła siły z Free Speech League, by bronić jego sprawy. Liga zaciągnęła pomoc znanych adwokatów Clarence’a Darrowa i Edgara Lee Mastersa, którzy skierowali sprawę Turnera do Sądu Najwyższego USA. Chociaż Turner i Liga przegrali, Goldman uznała to za zwycięstwo propagandy. Powróciła do anarchistycznego aktywizmu, ale nie bez wpływu na jej samopoczucie; „Nigdy nie czułam się tak obciążona” – napisała do Berkmana – „Obawiam się, że jestem na zawsze skazana na pozostawanie własnością publiczną i zużywanie swojego życia na troskę o życie innych”. 

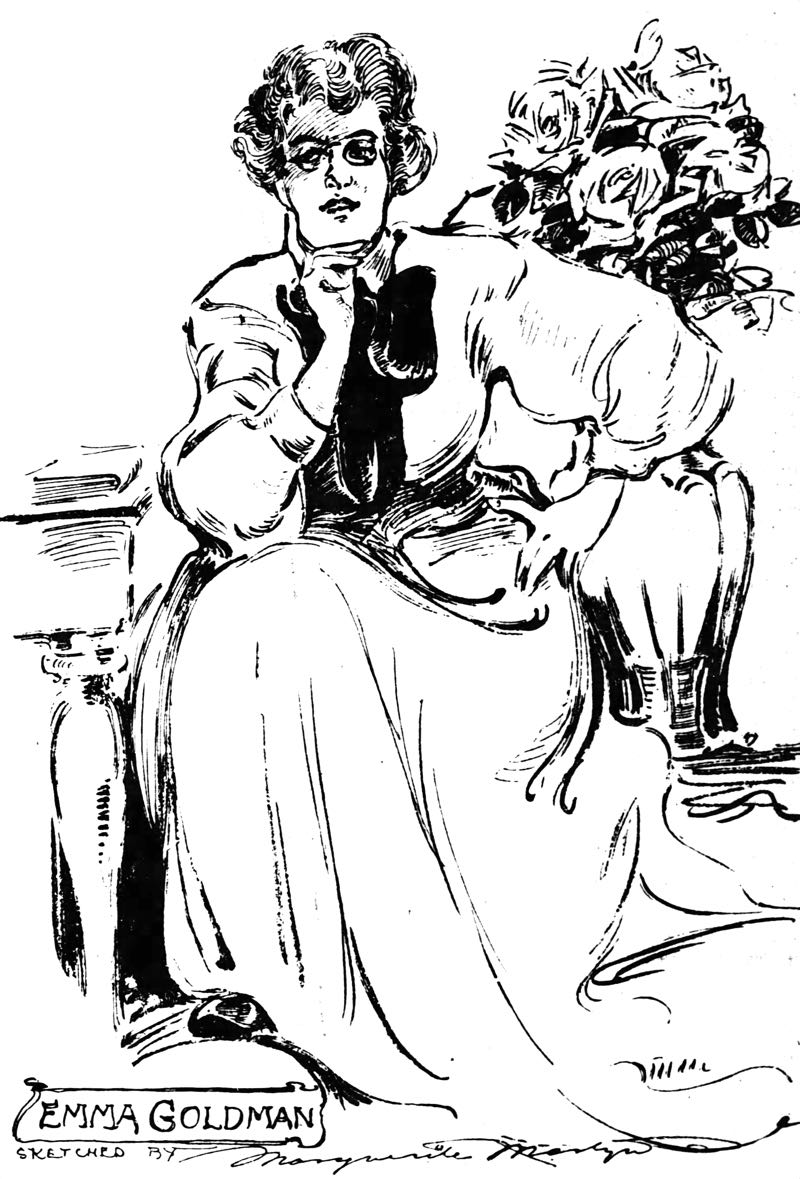
Goldman w 1908 naszkicowana przez Marguerite Martyn.

W 1906 Goldman postanowiła rozpocząć wydawanie czasopisma będącego „miejscem wyrazu dla młodych idealistów w sztuce i literaturze”. W „Mother Earth” pracowała kadra radykalnych aktywistów, w tym Hippolyte Havel, Max Baginski i Leonard Abbott. Oprócz publikowania prac swoich redaktorów i anarchistów z całego świata, „Mother Earth” przedrukowywała fragmenty tekstów nie tylko samych anarchistów, ale również m.in. takich postaci jak Fryderyk Nietzsche czy Mary Wollstonecraft. Goldman często pisała o anarchizmie, polityce, kwestiach pracowniczych, ateizmie, seksualności i feminizmie; była pierwszą redaktorką magazynu.
18 maja tego samego roku Aleksander Berkman został zwolniony z więzienia. Goldman, niosąc bukiet róż, spotkała go na peronie pociągu i – jak potem wspominała – na widok jego bladej, wychudzonej postaci ogarnęło ją „przerażenie i litość”. Żadne z nich nie było w stanie mówić, w milczeniu wrócili do jej domu. Przez wiele tygodni Berkman z trudem przystosowywał się do życia na zewnątrz. W Cleveland kupił rewolwer z zamiarem popełnienia samobójstwa. Powrócił jednak do Nowego Jorku i dowiedział się, że Goldman została aresztowana wraz z grupą aktywistów, którzy spotkali się, by postanowić coś w sprawie Czolgosza. Ożywiony na nowo tym pogwałceniem wolności zgromadzeń, oświadczył: „Moje zmartwychwstanie nadeszło!” i przystąpił do zabezpieczania ich uwolnienia.
Berkman przejął funkcję redaktora „Mother Earth” w 1907 podczas gdy Goldman podróżowała po kraju, by zebrać fundusze na wydawanie. Redagowanie magazynu było dla Berkmana ożywczym doświadczeniem. Jednak wówczas jego związek z Goldman rozpadał się, ponadto miał romans z 15-letnią anarchistką Becky Edelsohn. Goldman bolało jego odrzucenie, ale uznała to za konsekwencję jego więziennych doświadczeń. Jeszcze tego samego roku była delegatką z USA na Międzynarodowym Kongresie Anarchistycznym w Amsterdamie. Anarchiści i syndykaliści z całego świata zebrali się, aby uporządkować relacje między tymi dwoma ideologiami, ale nie osiągnięto decydującego porozumienia. Goldman wróciła do USA i nadal przemawiała do dużej publiczności.

### Reitman, debiut książkowy i antykoncepcja
Przez następne dziesięć lat, Goldman podróżowała non stop po kraju, wygłaszając wykłady i agitując na rzecz anarchizmu. Sojusze zawierane w celu przeciwstawienia się Anarchist Exclusion Act dały jej możliwość docierania do osób o innych poglądach politycznych. Kiedy Departament Sprawiedliwości USA wysłał szpiegów na obserwację, donosili oni, że spotkania były „pełne” pisarzy, dziennikarzy, artystów, sędziów i pracowników z całego spektrum. Mówili o jej „magnetycznej mocy”, jej „przekonującej obecności”, jej „sile, elokwencji i zapałowi”.
Wiosną 1908 Goldman poznała i zakochała się w Benie Reitmanie, tak zwanym „Hobo doctor”. Wychowując się w chicagowskiej dzielnicy Tenderloin, Reitman spędził kilka lat jako włóczęga, zanim uzyskał dyplom lekarza w College of Physicians and Surgeons w Chicago. Jako lekarz pomagał ludziom cierpiącym z powodu biedy i chorób, zwłaszcza wenerycznych. On i Goldman zaczęli romansować. Łączyło ich przywiązanie do wolnej miłości, przy czym Reitman miał różne kochanki, a Goldman nie. Próbowała pogodzić uczucia zazdrości z wiarą w wolność serca, ale przychodziło jej to z trudem.
Dwa lata później Goldman zaczęła odczuwać frustrację związaną z publicznymi przemówieniami. Pragnęła „dotrzeć do tych nielicznych, którzy naprawdę chcą się uczyć, a nie do wielu, którzy przychodzą dla sensacji”. Zebrała serię przemówień i artykułów, które napisała na potrzeby „Mother Earth” i opublikowała w książce zatytułowanej Anarchizm i inne eseje. Obejmując szeroką gamę tematów, Goldman starała się przedstawić „umysłowe i duchowe zmagania dwudziestu jeden lat”. Oprócz kompleksowego spojrzenia na anarchizm i jego krytykę, książka zawiera eseje na temat patriotyzmu, praw wyborczych kobiet, małżeństwa i więziennictwa.
Kiedy Margaret Sanger, zwolenniczka dostępu do antykoncepcji, ukuła termin „kontrola urodzeń” i rozpowszechniła informacje o różnych metodach w czerwcowym numerze swojego magazynu „The Woman Rebel” z 1914, otrzymała gorące wsparcie ze strony Goldman. Ta druga już od kilku lat była aktywna w działaniach na rzecz zwiększenia dostępu do kontroli urodzeń. W 1916 została aresztowana za publiczne udzielanie lekcji na temat stosowania środków antykoncepcyjnych. Również Sanger została aresztowana na mocy ustawy Comstock Law, która zabraniała rozpowszechniania „nieprzyzwoitych, lubieżnych lub rozpustnych środków”, do których władze zaliczały informacje dotyczące kontroli urodzeń.
Chociaż później się rozstali z powodu niewystarczającego wsparcia, Goldman i Reitman rozdawali kopie broszury Sanger pt. Family Limitation (wraz z podobnym esejem Reitmana). W 1915 Goldman przeprowadziła ogólnokrajową trasę wystąpień, częściowo w celu podniesienia świadomości na temat antykoncepcji. Chociaż naród amerykański wydawał się w tej sprawie liberalizować, Goldman została aresztowana 11 lutego 1916, gdy miała wygłosić kolejny publiczny wykład. Została oskarżona o naruszenie Comstock Law. Odmawiając zapłaty 100 dolarów grzywny, Goldman spędziła dwa tygodnie w więziennym domu pracy, który widziała jako „okazję” do ponownego połączenia się z osobami odrzuconymi przez społeczeństwo.

### I wojna światowa
Chociaż prezydent Woodrow Wilson został ponownie wybrany w 1916 pod hasłem „Uchronił nas przed wojną”, na początku swojej drugiej kadencji ogłosił, że kontynuowanie przez Niemcy nieograniczonej wojny podwodnej jest wystarczającym powodem, by Stany Zjednoczone przystąpiły do Wielkiej Wojny. Niedługo potem Kongres uchwalił Selective Service Act z 1917, który wymagał od wszystkich mężczyzn w wieku 21–30 lat, aby zarejestrowali się do poboru wojskowego. Goldman uważała tę decyzję za ćwiczenie z militarystycznej agresji, napędzanej przez kapitalizm. W „Mother Earth” zadeklarowała zamiar przeciwstawienia się poborowi do wojska i zaangażowania USA w wojnę.
W tym celu wraz z Berkmanem zorganizowali No Conscription League of New York, której deklaracja głosiła: „Sprzeciwiamy się poborowi do wojska, ponieważ jesteśmy internacjonalistami, antymilitarystami i sprzeciwiamy się wszelkim wojnom prowadzonym przez kapitalistyczne rządy”. Grupa stała się awangardą antymilitarnego aktywizmu, a jej oddziały zaczęły pojawiać się w innych miastach. Kiedy policja zaczęła organizować naloty na publiczne imprezy w poszukiwaniu młodych mężczyzn, którzy nie zarejestrowali się do poboru, Goldman i inni skupili swoje wysiłki na dystrybucji pamfletów i innych pism. W środku patriotycznego ferworu narodu, wiele skrzydeł politycznej lewicy odmówiło wsparcia wysiłków Ligi. Na przykład Kobieca Partia Pokoju zaprzestała sprzeciwu wobec wojny, gdy przystąpiły do niej Stany Zjednoczone. Socjalistyczna Partia Ameryki zajęła oficjalne stanowisko przeciwko zaangażowaniu USA, ale wspierała Wilsona w większości jego działań.
15 czerwca 1917 Goldman i Berkman zostali aresztowani podczas nalotu na ich biura, w których władze skonfiskowały „stos anarchistycznych dokumentów i propagandy”. „The New York Times” donosił, że Goldman poprosiła o możliwość przebrania się w bardziej odpowiedni strój i wyszła w sukni w kolorze „królewskiego fioletu”. Para została oskarżona o spisek w celu „nakłaniania osób do niezarejestrowania się” zgodnie z nowo uchwalonym Espionage Act, i została zatrzymana za kaucją w wysokości 25,000 dolarów na głowę. Broniąc siebie i Berkmana podczas ich procesu, Goldman powołała się na Pierwszą Poprawkę, pytając, jak rząd może twierdzić, że walczy o demokrację za granicą, jednocześnie tłumiąc wolność słowa w kraju:

Mówimy, że jeśli Ameryka przystąpiła do wojny, aby uczynić świat bezpiecznym dla demokracji, musi najpierw uczynić demokrację bezpieczną w Ameryce. Jak inaczej świat ma traktować Amerykę poważnie, skoro demokracja w kraju jest codziennie burzona, wolność słowa tłumiona, pokojowe zgromadzenia rozbijane przez brutalnych gangsterów w mundurach; gdy wolność prasy jest ograniczana, a każda niezależna opinia kneblowana? Zaprawdę, ubodzy w demokrację, jakże możecie dać ją światu?

Ława przysięgłych uznała Goldman i Berkmana za winnych. Sędzia Julius Marshuetz Mayer wymierzył im maksymalny wymiar kary: dwa lata więzienia, po 10 tys. dolarów grzywny dla każdego z nich oraz możliwość deportacji po wyjściu z więzienia. Podczas transportu do więzienia stanowego w Missouri Goldman napisała do przyjaciółki: „Dwa lata więzienia za bezkompromisowe opowiedzenie się za swoimi ideałami. To niewielka cena”.
W więzieniu została przydzielona do pracy jako szwaczka, pod okiem „nędznego rynsztokowego pyskatego 21-latka, któremu płacono za wyniki”. Poznała socjalistkę Kate Richards O’Hare, która również została uwięziona na podstawie Espionage Act. Chociaż różniły się w kwestii strategii politycznej – O’Hare wierzyła w głosowanie w celu osiągnięcia władzy państwowej – obie kobiety zbliżyły się do siebie, aby agitować na rzecz lepszych warunków wśród więźniów. Goldman poznała i zaprzyjaźniła się również z Gabrielą Segatą Antolini, anarchistką i zwolenniczką Luigiego Galleaniego. Antolini została aresztowana, gdy przewoziła torbę z dynamitem w pociągu jadącym do Chicago. Odmówiła współpracy z władzami i została wysłana do więzienia na 14 miesięcy. Pracując razem, aby polepszyć życie innych więźniów, kobiety stały się znane jako „Trójca”. Goldman została zwolniona 27 września 1919.

### Deportacja

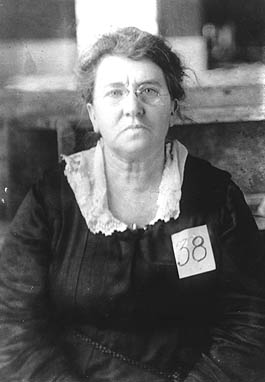
Zdjęcie Emmy Goldman zrobione podczas jej deportacji (1919).

Goldman i Berkman zostali zwolnieni z więzienia w czasie amerykańskiej Czerwonej Paniki lat 1919–1920, kiedy niepokój społeczny związany z wojenną działalnością proniemiecką przerodził się we wszechobecny strach przed bolszewizmem i perspektywą rychłej radykalnej rewolucji. Był to czas niepokojów społecznych spowodowanych strajkami organizowanymi przez związki zawodowe i działaniami aktywistów imigracyjnych. Prokurator Generalny Alexander Mitchell Palmer i J. Edgar Hoover, szef Wydziału Wywiadu Ogólnego Departamentu Sprawiedliwości USA (obecnie FBI), zamierzali wykorzystać Anarchist Exclusion Act i jej rozszerzenie z 1918 do deportacji wszystkich nieobywateli, których mogli zidentyfikować jako zwolenników anarchii lub rewolucji. „Emma Goldman i Alexander Berkman”, napisał Hoover, gdy byli w więzieniu, „są, ponad wszelką wątpliwość, dwójką najbardziej niebezpiecznych anarchistów w tym kraju i ich powrót do społeczeństwa spowoduje niepotrzebne szkody”.
Na przesłuchaniu deportacyjnym 27 października, Goldman odmówiła odpowiedzi na pytania dotyczące jej przekonań, uzasadniając to tym, że jej amerykańskie obywatelstwo unieważnia wszelkie próby deportacji na podstawie Anarchist Exclusion Act, który może być egzekwowany tylko wobec nie-obywateli USA. Zamiast tego przedstawiła pisemne oświadczenie: „Dziś deportuje się tak zwanych cudzoziemców. Jutro rdzenni Amerykanie zostaną wygnani. Już teraz niektórzy patrioci sugerują, że synowie rdzennych Amerykanów, dla których demokracja jest świętym ideałem, powinni zostać zesłani”. Louis Post z Departamentu Pracy, który miał ostateczną władzę nad decyzjami o deportacji, stwierdził, że odebranie amerykańskiego obywatelstwa jej mężowi Kershnerowi w 1908, po jego skazaniu spowodowało odebranie również jej. Po wstępnych zapowiedziach walki sądowej, Goldman zdecydowała się nie odwoływać od wyroku.
Departament Pracy umieścił Goldman i Berkmana wśród 249 masowo deportowanych cudzoziemców, w większości ludzi o niejasnych związkach z radykalnymi ugrupowaniami, którzy zostali pochwyceni przez rządowe naloty w listopadzie. Buford, statek, któremu prasa nadała przydomek „sowieckiej arki”, wypłynął z wojskowego portu załadunkowego w Nowym Jorku 21 grudnia. Około 58 poborowych i czterech oficerów zapewniało bezpieczeństwo podczas podróży, a załodze rozdano pistolety, co prasa komentowała entuzjastycznie. W „Cleveland Plain Deale” napisano: „Jest nadzieja i oczekiwanie, że inne statki, większe, bardziej komfortowe, przewożące podobne ładunki, pójdą w jej ślady”. Statek wysadził pasażerów w Hanko w Finlandii w sobotę 17 stycznia 1920. Po przybyciu do tego kraju tamtejsze władze przeprowadziły deportowanych do granicy rosyjskiej pod białą flagą.

### Rosja
Goldman początkowo postrzegała rewolucję bolszewicką jako pozytywną. Pisała w „Mother Earth”, że pomimo zależności od komunistycznego rządu, reprezentuje ona „najbardziej fundamentalne, dalekosiężne i wszechogarniające zasady ludzkiej wolności i ekonomicznego dobrobytu”. Kiedy jednak wróciła do Europy, wyraziła obawy przed tym, co miało nadejść. Obawiała się trwającej w Rosji wojny domowej i możliwości przejęcia jej przez siły antybolszewickie. Państwo, choć antykapitalistyczne, również stanowiło zagrożenie. „Nigdy w życiu nie mogłabym działać w ramach państwa” – pisała do siostrzenicy – „bolszewickiego czy innego”.

Szybko przekonała się, że jej obawy były uzasadnione. Kilka dni po powrocie do Petersburga była zszokowana słysząc, jak jeden z partyjnych urzędników określa wolność słowa mianem „burżuazyjnego przesądu”. Gdy wraz z Berkmanem podróżowała po kraju, zamiast wymarzonej równości i robotniczego upodmiotowienia, zastali represje, złe zarządzanie i korupcję. Ci, którzy kwestionowali rząd, byli określani jako kontrrewolucjoniści, a robotnicy dalej pracowali w ciężkich warunkach. Spotkali się z Włodzimierzem Leninem, który zapewnił ich, że rządowe tłumienie wolności prasy jest uzasadnione. Powiedział im: „W okresie rewolucji nie może być mowy o wolności słowa”. Berkman był bardziej skłonny do wybaczenia działaniom rządu w imię „konieczności historycznej”, ale ostatecznie dołączył do Goldman w sprzeciwie wobec władzy państwa radzieckiego. 

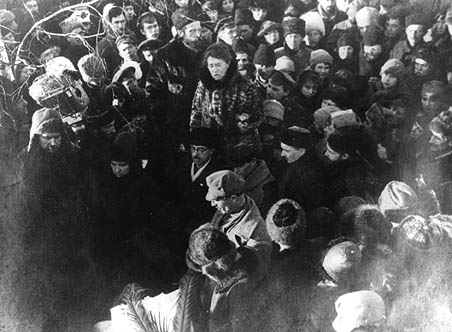
Emma Goldman oraz Aleksander Berkman podczas pogrzebu Piotra Kropotkina w 1921.

W marcu 1921 w Petersburgu wybuchły strajki, kiedy robotnicy wyszli na ulice, domagając się lepszych racji żywnościowych i większej autonomii związków zawodowych. Goldman i Berkman poczuwali się do obowiązku wspierania strajkujących, stwierdzając: „Milczenie jest teraz niemożliwe, wręcz karygodne”. Niepokoje rozprzestrzeniły się na miasto portowe Kronsztad, gdzie rząd zarządził reakcję wojskową w celu stłumienia strajkujących żołnierzy i marynarzy. W powstaniu w Kronsztadzie zginęło około 1000 zbuntowanych marynarzy i żołnierzy, a kolejne dwa tysiące zostało aresztowanych; wielu z nich zostało później straconych. W następstwie tych wydarzeń Goldman i Berkman zdecydowali, że nie ma dla nich przyszłości w kraju. „Coraz bardziej – pisała – dochodzimy do wniosku, że nic tu nie możemy zrobić. A ponieważ nie jesteśmy w stanie dłużej prowadzić bezczynnego życia, postanowiliśmy odejść”.
W grudniu 1921 opuścili kraj i udali się do stolicy Łotwy – Rygi. Amerykański komisarz w tym mieście powiadomił urzędników w Waszyngtonie, którzy zaczęli domagać się od innych rządów informacji na temat działalności pary. Po krótkiej podróży do Sztokholmu, wyjechali do Berlina, gdzie osiedli na kilka lat; w tym czasie Goldman zgodziła się napisać serię artykułów o swoim pobycie w Rosji dla gazety Josepha Pulitzera – „New York World”. Zostały one później zebrane i wydane w formie książkowej jako My Disillusionment in Russia (1923) i My Further Disillusionment in Russia (1924). Wydawcy dodali te tytuły, aby przyciągnąć uwagę; Goldman protestowała, aczkolwiek bezskutecznie.

### Anglia, Kanada i Francja
Goldman miała trudności z zaaklimatyzowaniem się w środowisku niemieckich lewicowców w Berlinie. Komuniści gardzili jej otwartą postawą wobec sowieckich represji, liberałowie szydzili z jej radykalizmu. Podczas gdy Berkman pozostał w Berlinie, pomagając rosyjskim zesłańcom, Goldman przeniosła się do Londynu we wrześniu 1924. Po jej przyjeździe, powieściopisarka Rebecca West zorganizowała dla niej przyjęcie, w którym wzięli udział filozof Bertrand Russell, powieściopisarz H. G. Wells i ponad 200 innych gości. Kiedy mówiła o swoim niezadowoleniu z władzy radzieckiej, publiczność była zszokowana. Niektórzy opuścili zebranie; inni ganili ją za przedwczesną krytykę eksperymentu komunistycznego. Później, w liście, Russell odmówił wsparcia jej wysiłków na rzecz zmian systemowych w Związku Radzieckim i wyśmiał jej anarchistyczny idealizm.
W 1925 ponownie pojawiło się widmo deportacji, ale szkocki anarchista James Colton zaproponował jej małżeństwo i zapewnienie brytyjskiego obywatelstwa. Choć byli tylko dalekimi znajomymi, zgodziła się i 27 czerwca 1925 wzięli ślub. Nowy status dał jej spokój ducha i pozwolił na podróż do Francji i Kanady. Życie w Londynie było dla Goldman stresujące; pisała do Berkmana: „Jestem strasznie zmęczona, samotna i chora na serce. To okropne uczucie wracać tu z wykładów i nie znaleźć żadnej pokrewnej duszy, nikogo, kogo by obchodziło, czy żyję czy nie”. Pracowała nad analizą sztuk dramatycznych, rozwijając pracę, którą opublikowała w 1914. Ale publiczność była „okropna” i nigdy nie ukończyła swojej drugiej książki na ten temat.
Goldman udała się do Kanady w 1927 w samą porę, aby otrzymać wiadomość o zbliżającej się egzekucji włoskich anarchistów Nicola Sacco i Bartolomeo Vanzetti w Bostonie. Rozgniewana licznymi nieprawidłowościami w tej sprawie, uznała ją za kolejną parodię sprawiedliwości w USA. Tęskniła za przyłączeniem się do masowych demonstracji w Bostonie; wspomnienia o aferze Haymarket przytłaczały ją, spotęgowaną izolacją. „Wtedy” – pisała – „miałam pełnię życia, by podjąć sprawę tych, którzy zginęli. Teraz nie mam nic”.
W 1928 rozpoczęła pisanie autobiografii, przy wsparciu grupy amerykańskich zwolenników, w tym dziennikarza H. L. Menckena, poetki Edny St. Vincent Millay, powieściopisarza Theodore’a Dreisera i kolekcjonerki sztuki Peggy Guggenheim, którzy zebrali dla niej 4 tys. dolarów. Zapewniła sobie mieszkanie we francuskim nadmorskim mieście Saint-Tropez i spędziła dwa lata, odtwarzając swoje życie. Berkman posyłał jej krytyczne uwagi, które ostatecznie uwzględniła, nie chcąc nadwerężenia ich relacji. Goldman zamierzała wydać książkę, Living My Life, jako pojedynczy tom w cenie, na którą mogłaby sobie pozwolić klasa robotnicza (żądała nie więcej niż 5 dolarów); jej wydawca Alfred A. Knopf wydał ją jednak jako dwa tomy sprzedawane razem za 7,50. Goldman była wściekła, ale nie była w stanie wymusić zmiany. W dużej mierze z powodu Wielkiego Kryzysu sprzedaż była niewielka, mimo żywego zainteresowania ze strony bibliotek w całych Stanach Zjednoczonych. Recenzje krytyków były na ogół entuzjastyczne; „The New York Times”, „The New Yorker” i „Saturday Review of Literature” wymieniły ją jako jedną z najbardziej interesujących pozycji non-fiction.
W 1933 Goldman otrzymała pozwolenie na prowadzenie wykładów w Stanach Zjednoczonych pod warunkiem, że będzie mówić tylko o sztuce dramatycznej i swojej autobiografii, a nie o bieżących wydarzeniach politycznych. Wróciła do Nowego Jorku 2 lutego 1934 i spotkała się ogólnie z pozytywnym przyjęciem prasy – z wyjątkiem prasy komunistycznej. Wkrótce została otoczona przez wielbicieli i przyjaciół, oblężona zaproszeniami na rozmowy i wywiady. Jej wiza wygasła w maju i pojechała do Toronto, aby złożyć kolejny wniosek o pozwolenie na odwiedzenie USA. Jednak ta druga próba została odrzucona. Pozostała w Kanadzie, pisząc artykuły dla amerykańskich wydawnictw.
W lutym i marcu 1936 Berkman przeszedł kilka operacji gruczołu krokowego. Dochodząc do zdrowia w Nicei i pod opieką swojej towarzyszki, Emmy Eckstein, przegapił sześćdziesiąte siódme urodziny Goldman w Saint-Tropez w czerwcu. Napisała do niego ze smutkiem, ale on nigdy nie przeczytał listu; otrzymała telefon w środku nocy, że Berkman jest w złym stanie. Natychmiast wyjechała do Nicei, ale kiedy rano dotarła na miejsce, dowiedziała się, że postrzelił się i jest niemal w stanie śpiączki. Zmarł jeszcze tego samego wieczoru.

Emma Goldman – w czasie hiszpańskiej wojny domowej – redagowała anglojęzyczny biuletyn Krajowej Konfederacji Pracy (CNT) i Iberyjskiej Federacji Anarchistycznej (FAI).

### Wojna domowa w Hiszpanii
W lipcu 1936 rozpoczęła się hiszpańska wojna domowa po próbie zamachu stanu przeprowadzonej przez część armii hiszpańskiej przeciwko rządowi II Republiki Hiszpańskiej. W tym samym czasie hiszpańscy anarchiści, walcząc przeciwko siłom nacjonalistycznym, rozpoczęli rewolucję anarchistyczną. Goldman została zaproszona do Barcelony i w jednej chwili, jak napisała do swojej siostrzenicy, „przygniatający ciężar, który ściskał moje serce od śmierci Saszy, opuścił mnie jak za dotknięciem czarodziejskiej różdżki”. Została przyjęta przez organizacje takie jak Krajowa Konfederacja Pracy (CNT) i Iberyjska Federacja Anarchistyczna (FAI) i po raz pierwszy w życiu żyła w społeczności zarządzanej przez i dla anarchistów, zgodnie z prawdziwymi anarchistycznymi zasadami. „W całym moim życiu” – pisała później – „nie spotkałam się z tak serdeczną gościnnością, koleżeństwem i solidarnością”. Po zwiedzeniu wielu kolektywów w prowincji Huesca, powiedziała grupie robotników: „Wasza rewolucja zniszczy na zawsze [przekonanie], że anarchizm oznacza chaos”. Zaczęła redagować cotygodniowy biuletyn Informacyjny CNT-FAI i odpowiadać na anglojęzyczną korespondencję.
Goldman zaczęła martwić się o przyszłość hiszpańskiego anarchizmu, kiedy część CNT-FAI dołączyła do koalicyjnego rządu w 1937 – wbrew podstawowej anarchistycznej zasadzie powstrzymywania się od struktur państwowych – i co bardziej niepokojące, poczyniła wielokrotne ustępstwa na rzecz sił komunistycznych w imię jednoczenia się przeciwko faszyzmowi. W listopadzie 1936 napisała, że współpraca z komunistami w Hiszpanii była „zlekceważeniem losu naszych towarzyszy w stalinowskich obozach koncentracyjnych”. Związek Radziecki, w międzyczasie, odmówił wysłania broni do sił anarchistycznych, a kampanie dezinformacyjne były prowadzone przeciwko anarchistom w całej Europie i USA. Jej wiara w ruch nie została zachwiana, Goldman powróciła do Londynu jako oficjalny przedstawiciel CNT-FAI.
Wygłaszając wykłady i udzielając wywiadów, Goldman entuzjastycznie wspierała hiszpańskich anarchosyndykalistów. Regularnie pisywała do „Spain and the World”, dwutygodnika poświęconego wojnie domowej. Jednak w maju 1937 komunistyczne siły zaatakowały anarchistyczne twierdze i rozbiły agrarne kolektywy. Gazety w Anglii i innych krajach przyjęły wersję wydarzeń zaproponowaną przez Drugą Republikę Hiszpańską za wartość nominalną. Brytyjski dziennikarz George Orwell, obecny podczas tłumienia zamieszek, napisał: „Relacje z majowych zamieszek w Barcelonie [...] biją na głowę wszystko, jeśli chodzi o kłamstwa”.
Goldman wróciła do Hiszpanii we wrześniu, ale CNT-FAI jawiło się jej jak „w płonącym domu”. Co gorsza, anarchiści i inni radykałowie na całym świecie odmówili poparcia dla ich sprawy. Siły nacjonalistyczne ogłosiły zwycięstwo w Hiszpanii tuż przed jej powrotem do Londynu. Sfrustrowana represyjną atmosferą Anglii – którą nazwała „bardziej faszystowską niż faszyści” – powróciła do Kanady w 1939. Jej służba dla sprawy anarchistycznej w Hiszpanii nie została jednak zapomniana. W dniu jej siedemdziesiątych urodzin, były Sekretarz Generalny CNT-FAI, Mariano Vázquez, wysłał do niej wiadomość z Paryża, chwaląc ją za jej wkład i nazywając ją „naszą duchową matką”. Nazwała go „najpiękniejszym hołdem, jaki kiedykolwiek otrzymałam”.

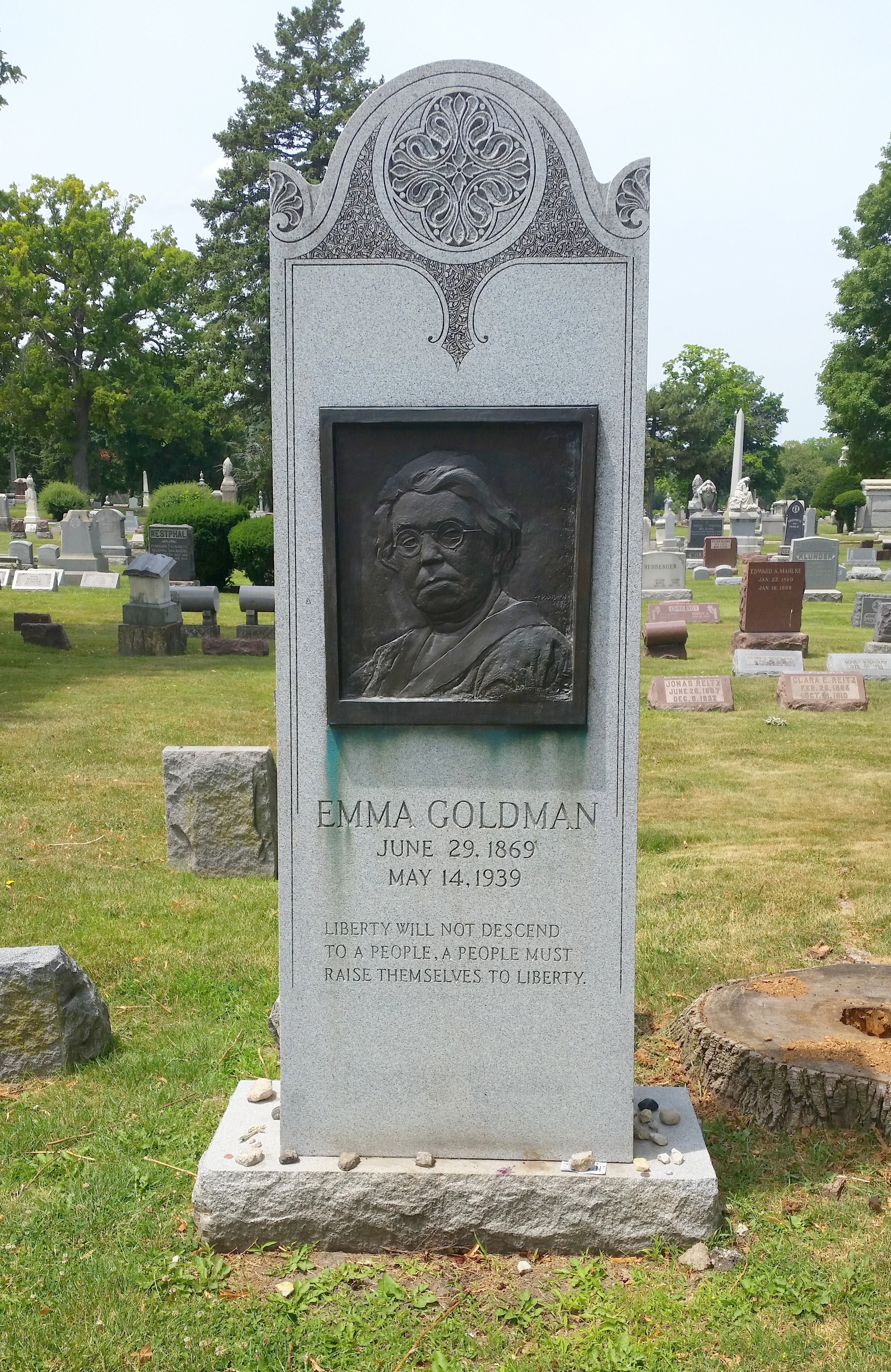
Grób Emmy Goldman na Forest Home Cemetery. Daty na nagrobku są błędne.

### Ostatnie lata
Kiedy w Europie zaczęły się rozwijać wydarzenia poprzedzające II wojnę światową, Goldman powtórzyła swój sprzeciw wobec wojen prowadzonych przez rządy. „Choć nienawidzę Hitlera, Mussoliniego, Stalina i Franco” – pisała do przyjaciela – „nie poparłabym wojny przeciwko nim i na rzecz demokracji, które w ostatecznym rozrachunku są tylko faszystowskimi przykrywkami”. Uważała, że Wielka Brytania i Francja straciły okazję do przeciwstawienia się faszyzmowi, a nadchodząca wojna doprowadzi jedynie do „nowej formy szaleństwa na świecie”.

### Śmierć
W sobotę 17 lutego 1940 Goldman doznała wyniszczającego udaru mózgu. Nastąpił paraliż prawej strony jej ciała i chociaż słuch nie został uszkodzony, nie mogła mówić. Jak opisał to jeden z przyjaciół: „Wystarczy pomyśleć, że oto Emma, największa mówczyni w Ameryce, nie była w stanie wypowiedzieć ani jednego słowa”. Przez trzy miesiące jej stan nieco się poprawił, przyjmowała gości i nawet zasygnalizowała, że w jej książce adresowej jej przyjaciel może znaleźć przyjazne kontakty podczas podróży do Meksyku. 8 maja doznała jednak kolejnego udaru mózgu, a 14 maja zmarła w Toronto, w wieku 70 lat.
Amerykański Urząd Imigracji i Naturalizacji zezwolił na sprowadzenie jej ciała do Stanów Zjednoczonych. Została pochowana na niemieckim cmentarzu Waldheim Cemetery (obecnie Forest Home Cemetery) w Forest Park w Illinois, w pobliżu grobów osób straconych po aferze Haymarket. Płaskorzeźba na jej nagrobku została wykonana przez rzeźbiarza Jo Davidsona, a na kamieniu znajduje się cytat „Wolność nie zstąpi do ludzi, to ludzie muszą wznieść się ku wolności”.

## Poglądy
Goldman mówiła i pisała na wiele różnorodnych tematów. Choć odrzucała ortodoksję i myślenie fundamentalistyczne, wniosła istotny wkład w kilka dziedzin nowoczesnej filozofii politycznej.
Inspirowała się wieloma różnymi myślicielami i pisarzami, takimi jak Michaił Bakunin, Henry David Thoreau, Piotr Kropotkin, Ralph Waldo Emerson, Nikołaj Czernyszewski i Mary Wollstonecraft. Innym filozofem, który wywarł wpływ na Goldman był Friedrich Nietzsche. W swojej autobiografii napisała: „Nietzsche nie był teoretykiem społecznym, lecz poetą, buntownikiem i nowatorem. Jego arystokracja nie pochodziła ani z urodzenia, ani z sakiewki; była to arystokracja ducha. Pod tym względem Nietzsche był anarchistą, a wszyscy prawdziwi anarchiści byli arystokratami”.

### Anarchizm
Anarchizm był kluczowy dla światopoglądu Goldman i jest ona dziś uważana za jedną z najważniejszych postaci w historii anarchizmu. Po raz pierwszy ową ideologią zainteresowała się podczas prześladowań anarchistów po aferze na Haymarket w 1886, pisała i przemawiała regularnie w imieniu odwołując się do ideałów anarchistycznych. W tytułowym eseju swojej książki Anarchizm i inne eseje, napisała:

„Anarchizm” oznacza więc uwolnienie ludzkiego umysłu od władzy religii, ludzkiego ciała od władzy własności, a wreszcie zerwanie więzów i ograniczeń, jakie narzuca rząd. Anarchizm oznacza porządek społeczny oparty na swobodnych zrzeszeniach jednostek dla wytwarzania rzeczywistego bogactwa społecznego – porządek, który zagwarantuje każdemu człowiekowi wolny dostęp do ziemi i nieograniczone korzystanie z tego, co niezbędne do życia wedle indywidualnych potrzeb, gustów i skłonności.

Anarchizm Goldman był bardzo osobisty. Wierzyła, że anarchistyczni myśliciele muszą żyć zgodnie ze swoimi przekonaniami, demonstrując je każdym działaniem i słowem. „Nie obchodzi mnie, czy teoria człowieka na temat jutra jest poprawna” – napisała kiedyś. „Zależy, czy jego dzisiejszy duch jest właściwy”. Anarchizm i swobodne zrzeszanie się były dla niej logiczną odpowiedzią na ograniczenia kontroli rządowej i kapitalizmu. „Wydaje mi się, że są to nowe formy życia – pisała – i że zajmą one miejsce starych, nie przez nakazy czy głosowanie, ale przez życie według nich”.
Jednocześnie uważała, że ruch na rzecz wolności człowieka musi być budowany przez ludzi wyzwolonych. Pewnego wieczoru, gdy tańczyła wśród znajomych anarchistów, została skrytykowana przez jednego z kolegów za jej beztroskie zachowanie. W swojej autobiografii napisała:

Powiedziałam mu, żeby pilnował swoich spraw, byłam zmęczona ciągłym rzucaniem mi Sprawy w twarz. Nie wierzyłem, że Sprawa, która stała za pięknym ideałem, za anarchizmem, za uwolnieniem i wolnością od konwenansów i uprzedzeń, powinna żądać zaprzeczenia życia i radości. Powtarzałam, że nasza Sprawa nie może oczekiwać, że będę zachowywać się jak zakonnica i że ruch nie powinien być przekształcony w klasztor. Gdyby tak było, to ja tego nie chcę. Chcę wolności, prawa do wyrażania siebie, prawa dla każdego do pięknych, wzniosłych rzeczy.

#### Taktyczne użycie przemocy
Goldman, w swojej politycznej młodości, uważała, że ukierunkowana przemoc jest uzasadnionym środkiem walki rewolucyjnej. Sądziła wówczas, że użycie przemocy, choć przykre, może być usprawiedliwione w stosunku do korzyści społecznych, jakie może przynieść. Opowiadała się za propagandą czynu, czyli przemocą stosowaną w celu zachęcenia mas do buntu. Wspierała swojego partnera Aleksandra Berkmana w próbie zabicia przemysłowca Henry’ego Claya Fricka, a nawet prosiła go, by pozwolił jej wziąć w tym udział. Wierzyła, że działania Fricka podczas strajku w Homestead były naganne i że jego zabójstwo przyniesie pozytywny rezultat dla ludzi pracy. „Tak” – pisała później w swojej autobiografii – „cel w tym przypadku usprawiedliwiał środki”. Chociaż nigdy nie wyraziła aprobaty dla zamachu Leona Czolgosza na prezydenta USA Williama McKinleya, broniła jego ideałów i uważała, że działania takie jak jego są naturalną konsekwencją represyjnych instytucji. Jak pisała w eseju Psychologia terroryzmu: „Dominujące siły w naszym życiu społecznym i gospodarczym, wiodące prym w stosowaniu przemocy, są podobne do grozy atmosfery, objawiającej się w burzy i piorunach”.
Jej doświadczenia w Rosji skłoniły ją do zweryfikowania wcześniejszego przekonania, że rewolucyjne cele mogą usprawiedliwiać brutalne środki. W posłowiu do My Disillusionment in Russia napisała: „Nie ma większego błędu niż wiara, że cele i środki są jedną rzeczą, podczas gdy metody i taktyka są czymś innym [...] Zastosowane środki stają się, poprzez indywidualny nawyk i praktykę społeczną, częścią i przesłaniem ostatecznego celu...”. Jednakże w tym samym rozdziale, Goldman potwierdziła, że „Rewolucja jest rzeczywiście procesem pełnym przemocy” i zauważyła, że przemoc była „tragiczną nieuchronnością rewolucyjnych wstrząsów...”. Niektórzy błędnie zinterpretowali jej uwagi na temat bolszewickiego terroru jako odrzucenie wszelkiej siły zbrojnej, ale Goldman poprawiła to w przedmowie do pierwszego amerykańskiego wydania My Disillusionment in Russia:

„Nie podważam argumentu, że zniszczenie i terror są częścią rewolucji. Wiem, że w przeszłości każda wielka zmiana polityczna i społeczna wymagała przemocy... Niewolnictwo mogłoby nadal być zalegalizowaną instytucją w Stanach Zjednoczonych, gdyby nie wojowniczy duch Johnów Brownów. Nigdy nie zaprzeczałam, że przemoc jest nieunikniona, ani nie zaprzeczam temu teraz. Ale czym innym jest stosowanie przemocy w walce, jako środka obrony. Zupełnie inną rzeczą jest uczynienie z terroru zasady, zinstytucjonalizowanie go, przypisanie mu najważniejszego miejsca w walce społecznej. Taki terroryzm rodzi kontrrewolucję i z kolei sam staje się kontrrewolucyjny.

Goldman postrzegała militaryzację społeczeństwa radzieckiego nie jako wynik zbrojnego oporu per se, ale etatystycznej wizji bolszewików, pisząc, że „nieznacząca mniejszość, która dąży do stworzenia państwa absolutnego, z konieczności kieruje się ku uciskowi i terroryzmowi”.

### Kapitalizm
Goldman uważała, że kapitalizm jest nie do pogodzenia z ludzką wolnością. „Jedyną rozpoznawaną przez własność potrzebą”, napisała w Anarchizmie i innych esejach, „jest jej własna żarłoczna żądza pomnażania bogactwa, bogactwo oznacza bowiem władzę – moc podporządkowywania, moc pogrążania, moc wyzysku, niewolenia, znieważania i poniżania”. Twierdziła również, że kapitalizm odczłowiecza pracowników poprzez „uczynienie z wytwórcy zwyczajnego trybu w machinie, który ma mniej woli i decyzyjności od swego pana z żelaza i stali.”.
Początkowo przeciwna drobniejszym niż całkowita rewolucja zmianom, Goldman podczas jednego z wykładów spotkała się z głosem sprzeciwu ze strony starszego robotnika w pierwszym rzędzie, co odnotowała w swej autobiografii:

Powiedział, że rozumie moją niecierpliwość wobec takich drobnych zmian, jak kilka godzin mniej dziennie, czy kilka dolarów więcej tygodniowo [...] Ale co mieli zrobić mężczyźni w jego wieku? Nie mieli oni szans dożyć ostatecznego obalenia systemu kapitalistycznego. Czy mieli również zrezygnować z uwolnienia się od znienawidzonej pracy na choćby dwie godziny dziennie? To było wszystko, na co mogli mieć nadzieję, że zostanie zrealizowane za ich życia.

Goldman zdała sobie sprawę, że mniejsze wysiłki na rzecz poprawy sytuacji, takie jak wyższe płace i krótsze godziny pracy, mogą być częścią rewolucji społecznej.

### Państwo
Goldman postrzegała państwo jako główne i nieuchronnie narzędzie kontroli i dominacji.

#### Prawa wyborcze
W konsekwencji swoich antypaństwowych poglądów Goldman uważała, że głosowanie jest w najlepszym wypadku bezużyteczne, a w najgorszym niebezpieczne. Głosowanie, jak pisała, dawało iluzję uczestnictwa, oddalając jednocześnie od prawdziwego podejmowania decyzji. Zamiast tego Goldman opowiadała się za ukierunkowanym oporem w formie strajków, protestów i „bezpośrednich działań przeciwko zaborczemu, wścibskiemu autorytetowi naszego kodeksu moralnego”. Utrzymywała sprzeciw wobec głosowania nawet wtedy, gdy wielu anarchosyndykalistów w Hiszpanii lat 30. głosowało za utworzeniem liberalnej republiki. Goldman napisała, że jakakolwiek siła anarchistów jako bloku wyborczego powinna być użyta do strajku w całym kraju. Nie zgadzała się z ruchem na rzecz praw wyborczych kobiet, który domagał się prawa kobiet do głosowania. W eseju Prawa wyborcze dla kobiet wyśmiewa pomysł, jakoby zaangażowanie kobiet miało nadać demokratycznemu państwu bardziej sprawiedliwy kierunek: „Tak jakby wybierające nie kupczyły swoimi głosami, jakby kobiet polityki nie dało się przekupić!”. Zgodziła się z twierdzeniem sufrażystek, że kobiety są równe mężczyznom, ale nie zgodziła się, że sam ich udział uczyni państwo bardziej sprawiedliwym. „Zakładać więc, że potrafiłaby dokonać oczyszczenia tworu, który jest do tego niezdatny, znaczy przypisywać jej moce nadprzyrodzone.”.

#### System więziennictwa
Goldman była również zagorzałą krytyczką systemu więziennictwa, krytykując zarówno traktowanie więźniów, jak i społeczne przyczyny przestępczości. Goldman postrzegała przestępczość jako naturalną konsekwencję niesprawiedliwego systemu ekonomicznego, a w eseju Więzienia – zbrodnia i porażka społeczna, cytując obficie XIX-wiecznych autorów Fiodora Dostojewskiego i Oscara Wilde’a na temat więzień, pisała:

Rok po roku bramy więziennego piekła zwracają światu wynędznia łych, poturbowanych, bezwolnych wyrzutków społeczeństwa o czołach naznaczonych znamieniem Kaina i zniweczonych nadziejach: oni nigdy już nie wprowadzą w życie swoich wrodzonych skłonności. Witają ich nieludzkie warunki życiowe i głód, dlatego ofiary te wkrótce uciekają się do przestępstwa jako jedynego środka umożliwiającego przeżycie.

#### Militaryzm
Goldman była zadeklarowaną przeciwniczką wojny, uważając, że są one prowadzone przez państwo w imieniu kapitalistów. Była jedną z założycielek Ligi Bez Poboru, za co została aresztowana (1917), uwięziona i deportowana (1919).

#### Wolność słowa
Goldman była rutynowo inwigilowana, aresztowana i więziona za swoje wypowiedzi i działalność organizacyjną na rzecz robotników i różnych strajków, dostępu do środków antykoncepcyjnych i sprzeciwu wobec I wojny światowej. W rezultacie stała się aktywna w ruchu na rzecz wolności słowa na początku XX wieku, widząc w niej podstawowe narzędzie do osiągnięcia zmiany społecznej. Jej otwarte opowiadanie się za swoimi ideałami, w obliczu uporczywych aresztowań, zainspirowało Rogera Baldwina, jednego z założycieli American Civil Liberties Union. Doświadczenia Goldman i Reitmana w walce o wolność słowa w San Diego (1912) były notorycznymi przykładami państwowych i kapitalistycznych represji wobec kampanii Robotników Przemysłowych Świata na rzecz walki o wolność słowa.

#### Syjonizm
Goldman była również krytyczna wobec syjonizmu, który postrzegała jako kolejny nieudany eksperyment kontroli państwowej.

### Feminizm i życie seksualne
Chociaż Goldman była wrogo nastawiona do sufrażystek z pierwszej fali, z pasją opowiadała się za prawami kobiet i jest dziś uznawana za prekursorkę anarchofeminizmu, który kwestionuje patriarchat jako hierarchię, której należy się przeciwstawić na równi z władzą państwową i podziałami klasowymi. W 1897 napisała: „Żądam niezależności kobiety, jej prawa do utrzymania się, do życia dla siebie, do kochania kogo chce, lub tylu, ilu chce. Żądam wolności dla obu płci, wolności działania, wolności w miłości i wolności w macierzyństwie”.
Z wykształcenia pielęgniarka, Goldman była wczesną orędowniczką edukacji kobiet w zakresie antykoncepcji. Podobnie jak wiele feministek jej czasów, postrzegała aborcję jako tragiczną konsekwencję warunków społecznych, a kontrolę urodzeń jako pozytywną alternatywę. Była również zwolenniczką wolnej miłości i zdecydowaną krytyczką małżeństwa. Postrzegała feministki pierwszej fali jako ograniczone w swoim zakresie i skrępowane przez siły społeczne purytanizmu i kapitalizmu. Pisała: „Potrzebujemy nieograniczonego rozwoju sięgającego daleko poza stare tradycje i nawyki. Ruch kobiecego wyzwolenia zrobił tylko pierwszy krok w tym kierunku”.
Była także zdecydowaną krytyczką uprzedzeń wobec osób homoseksualnych. Jej przekonanie, że wyzwolenie społeczne powinno objąć gejów i lesbijki, było w tamtym czasie praktycznie niespotykane, nawet wśród anarchistów. Jak napisał niemiecki seksuolog Magnus Hirschfeld, „była pierwszą i jedyną kobietą, a właściwie pierwszą i jedyną Amerykanką, która podjęła się obrony miłości homoseksualnej przed opinią publiczną”. W licznych przemówieniach i listach broniła prawa gejów i lesbijek do miłości i potępiała strach i piętno związane z homoseksualizmem. Jak napisała w liście do Hirschfelda: „W moim odczuciu tragedią jest to, że ludzie o odmiennej orientacji znaleźli się w świecie, który wykazuje tak mało zrozumienia dla nich i jest tak ordynarnie obojętny na różne odmiany orientacji i identyfikacji oraz ich wielkie znaczenie w życiu”.

### Ateizm
Jako zadeklarowana ateistka, Goldman postrzegała religię jako kolejne narzędzie kontroli i dominacji. W eseju The Philosophy of Atheism przytaczała wielokrotnie słowa Michaiła Bakunina, dodając:

Świadomie lub nieświadomie, większość teistów widzi w bogach i diabłach, niebo i piekło, nagrodę i karę, bicz do chłosty ludzi dla posłuszeństwa i łagodności (…) Filozofia ateizmu wyraża ekspansję i rozwój ludzkiego umysłu. Filozofia teizmu, jeśli możemy ją nazwać filozofią, jest skostniała.

Z powodu eseju The Hypocrisy of Puritanism czy też przemówienia zatytułowanego The Failure of Christianity, narobiła sobie więcej niż kilku wrogów wśród wspólnot religijnych, atakując ich moralistyczne postawy i wysiłki zmierzające do kontrolowania ludzkich zachowań. Obwiniała chrześcijaństwo za „utrwalenie społeczeństwa niewolników”, argumentując, że dyktowało ono jednostkom ich działania na Ziemi i oferowało biednym ludziom fałszywą obietnicę obfitej przyszłości w niebie.

## Upamiętnienie
Za życia Goldman była bardzo znana, określano ją między innymi jako „najbardziej niebezpieczną kobietę w Ameryce”. Po jej śmierci i w połowie XX wieku jej sława jednak przygasła. Uczeni i historycy anarchizmu postrzegali ją jako wielką mówczynię i aktywistkę, ale nie uważali jej za filozoficzną czy teoretyczną myślicielkę na równi z, na przykład, Piotrem Kropotkinem.
W 1970 Dover Press wznowiło biografię Goldman, Living My Life, a w 1972 feministyczna pisarka Alix Kates Shulman wydała zbiór pism i przemówień Goldman, tytułując go Red Emma Speaks. Dzięki tym pracom pisma Goldman trafiły do szerszej publiczności, a ona sama została szczególnie doceniona przez ruch kobiecy końca XX wieku. W 1973 Shulman została poproszona przez znajomego drukarza o cytat Goldman do wykorzystania na koszulce. Wysłała mu wybór z Living My Life o „prawie do autoekspresji, prawie każdego do pięknych, promiennych rzeczy”, wspominając, że została upomniana, „że nie przystoi agitatorowi tańczyć”. Na podstawie tych fragmentów drukarz stworzył oświadczenie, które stało się jednym z najbardziej znanych cytatów Goldman, choć prawdopodobnie nigdy go nie wypowiedziała ani nie napisała: „Jeśli nie mogę tańczyć, to nie jest moja rewolucja”. Wariacje tego powiedzenia pojawiały się na tysiącach koszulek, przypinek, plakatów, naklejek, kubków, czapek i innych przedmiotów.
Ruch kobiecy lat 70., który „odkrył” Goldman na nowo, towarzyszył odradzającemu się ruchowi anarchistycznemu, który to natomiast rozpoczął się pod koniec lat 60., co również skierowało uwagę badaczy na wczesnych anarchistów. Rozwój feminizmu zapoczątkował również pewne przewartościowanie filozoficznej pracy Goldman, z badaczami wskazującymi na znaczenie wkładu Goldman do myśli anarchistycznej w jej czasach. Wiara Goldman w wartość estetyki, na przykład, może być widoczna w późniejszych inspiracjach anarchizmu i sztuki. Podobnie, Goldman jest obecnie uznawana za osobę, która znacząco wpłynęła i poszerzyła zakres aktywizmu w kwestiach wolności seksualnej, praw reprodukcyjnych i wolności słowa.
Na przestrzeni lat Goldman pojawiała się w wielu filmach fabularnych, m.in. w filmie Warrena Beatty’ego Czerwoni z 1981, w którym zagrała ją Maureen Stapleton, nagrodzona za tę rolę Oscarem. Goldman była również bohaterką dwóch broadwayowskich musicali, Ragtime i Assassins. Sztuki przedstawiające życie Goldman to m.in. sztuka Howarda Zinna Emma; Martina Dubermana Mother Earth; Jessiki Litwak Emma Goldman: Love, Anarchy, and Other Affairs (o związku Goldman z Berkmanem i jej aresztowaniu w związku z zamachem na McKinleya); Lynn Rogoff Love Ben, Love Emma (o związku Goldman z Reitmanem); Carol Bolt Red Emma; oraz Alexis Roblan Red Emma and the Mad Monk. Powieść autorstwa Ethel Mannin – Red Rose z 1941 również oparta jest na życiu Goldman.
Goldman została uhonorowana przez szereg organizacji nazwanych ku jej pamięci. Klinika Emmy Goldman, centrum zdrowia kobiet w Iowa City, wybrała Goldman na swoją patronkę „w uznaniu jej ambitnego ducha”. Red Emma’s Bookstore Coffeehouse, infoshop w Baltimore, przyjął jej nazwisko z uznania dla ideałów „o które walczyła przez całe swoje życie: wolność słowa, równość seksualną i rasową oraz niezależność, prawo do organizowania się w miejscach pracy i w naszym własnym życiu, idee i ideały, o które nadal walczymy, nawet dzisiaj”.
Paul Gailiunas i jego żona Helen Hill stworzyli anarchistyczną piosenkę Emma Goldman, która została wykonana i wydana przez zespół Piggy: The Calypso Orchestra of the Maritimes w 1999. Piosenka została później wykonana przez nowy zespół Gailiunasa – The Troublemakers i wydana na ich albumie Here Come The Troublemakers z 2004. Natomiast Piosenka brytyjskiego zespołu punkowego Martha – Goldman’s Detective Agency przedstawia Goldman jako prywatną detektyw badającą korupcję w policji i polityce.

## Publikacje
- Anarchism and Other Essays (1911; wyd. polskie: Anarchizm i Inne Eseje, 2015)
- The Social Significance of the Modern Drama (1914)
- My Disillusionment in Russia (1923)
- My Further Disillusionment in Russia (1924)
- Living My Life (1931)
- Voltairine de Cleyre (1932)